# Fehér Kereszt Szálloda
Az aradi Fehér Kereszt Szálloda, ma Hotel Ardealul műemlék épület Romániában, Arad megyében. A romániai műemlékek jegyzékében az AR-II-m-B-00558 sorszámon szerepel.